# Kevin O'Connor (medico)
Kevin O'Connor (...) è un medico e militare statunitense, Medico della Casa Bianca per il presidente Joe Biden dal 2021.

## Biografia
O'Connor ha frequentato il college presso la Saint Bonaventure University con una borsa di studio per il Reserve Officers' Training Corps dell'esercito statunitense (ROTC), laureandosi con una specializzazione in biologia e una minore in teologia. Nel 1992 si è laureato al New York Institute of Technology College of Osteopathic Medicine. Ha completato il corso di specializzazione in medicina generale presso il Mountainside Hospital di Montclair, New Jersey, dove ha prestato servizio come capo residente nel 1995. Ha anche completato la formazione di chirurgo di volo dell'esercito statunitense ed è stato designato chirurgo di volo maestro nel 2010.

## Carriera militare e medica
O'Connor ha prestato servizio per 22 anni nell'esercito degli Stati Uniti, inclusi turni di servizio con l'82nd Airborne Division, il 75th Ranger Regiment e il United States Army Special Operations Command, e oltre un decennio alla Casa Bianca. O'Connor ha ricevuto il Combat Medic Badge. È docente presso la George Washington University, dove è stato direttore fondatore della medicina esecutiva. Nel 2013 è stato inserito nell'Order of Military Medical Merit. È stato nominato Medico della Casa Bianca nel 2006 sotto l'amministrazione Bush. Nel 2009 O'Connor è stato nominato medico del Vicepresidente. Dallo stesso anno è il medico di base di Joe Biden. Nel 2017 O'Connor si è ritirato dall'esercito statunitense come colonnello. Nel gennaio 2020 è stato nominato direttore medico del programma Franciscan Health Care Professions della Saint Bonaventure University.

### Medico della Casa Bianca
Pochi giorni dopo la sua inaugurazione, il presidente Joe Biden ha annunciato che avrebbe nominato il dottor Kevin O'Connor come medico della Casa Bianca. Il suo predecessore, il dottor Sean Conley, era medico del presidente Donald Trump e lasciò la Casa Bianca insieme a Trump il 20 gennaio 2021.